# Ung och bortskämd
Ung och bortskämd (officiellt skrivet Ung & Bortskämd) är en svensk variant av den brittiska realityserien Young, Dumb and Living Off Mum som sänts på BBC Three i två säsonger. Programmet går ut på att hemmaboende barn till curlingföräldrar, som inte hjälper till i hemmet överhuvudtaget, blir ivägskickade till ett hus med liknande ungdomar, där de får lära sig att klara sig själva och därmed också utveckla sig från att ha varit ung och bortskämd. Den svenska versionen produceras av Sveriges Television. Den första säsongen sändes under november och december 2010, medan den andra säsongen sändes mellan augusti och oktober 2012. Två ytterligare säsonger sändes av TV3 mellan 2016 och 2017.

## Om programmet
Programmet går ut på att hemmaboende barn till curlingföräldrar, som nått myndig ålder och som går i gymnasieskola eller har gått ut gymnasieskolan, varken arbetar eller hjälper till hemma med hushållsarbetet. Föräldrarna till dessa ungdomar har därför nu tröttnat helt och hållet på barnens ansvarslösa beteende och tvingat dem att flytta hemifrån under en tid, för att tillsammans med liknande ungdomar bo i ett hus utan någon som helst kontakt med omvärlden, där de får klara sig helt själva med allt hushållsarbete och ekonomiskötsel. Varje vecka får ungdomarna ett uppdrag, där de får arbeta för att tjäna ihop pengar. Därefter får föräldrarna till barnen se videoklipp från varje veckas program och sedan besluta vilka som gjort sämst ifrån sig och som därför måste lämna programmet. De ungdomar som bor kvar längst i huset når sedan en final där den slutgiltiga vinnaren, det vill säga den ungdom som utvecklats mest, röstas fram av samtliga deltagares föräldrar. Som pris får vinnaren en stor reskassa.
Den första säsongen hade ingen programledare, utan istället agerade Hans Wiklund berättarröst. Den andra säsongen hade dock Doreen Månsson som fysisk programledare (och agerade även berättarröst). Den första säsongen av serien vållade stor debatt i media.

## Säsong 1
Den första säsongen sändes på SVT1 mellan den 8 november och 21 december 2010. Slutgiltig vinnare blev Daniel Afshinnejad, som vann en jorden-runt-resa värd 50 000 kronor.

### Deltagare
Följande personer deltog i serien. Namnen i liten text var ungdomarnas respektive medverkande förälder:
- Daniel Afshinnejad, 22 år, med mamma Sodi
- Dezirée Revell, 24 år, med mamma Elise
- Ellinor Friberg Svensson, 19 år, med mamma Margareta
- Jean-Pierre Marques, 24 år, med mamma Marly
- Jerry Lahjalahti, 22 år, med mamma Annelie
- Karolina Rosenberg, 19 år, med pappa Anders
- Lorenzo Alessandro Nilsson, 20 år, med mamma Silvia
- Olga Isabelle Saulidotter-Tingrud, 18 år, med mamma Yvonne
- Paulina Starborn, 23 år, med pappa Tomas
- Tim-Joel Bergman, 20 år, med mamma Maria

#### Utröstningstabell
Tabellen redovisar på vilken placering deltagarna slutade på. 
| Deltagare                  | Avsnitt | Avsnitt | Avsnitt | Avsnitt | Avsnitt | Avsnitt | Avsnitt | Avsnitt |
| Deltagare                  | 1       | 2       | 3       | 4       | 5       | 6       | 7       | 8       |
| -------------------------- | ------- | ------- | ------- | ------- | ------- | ------- | ------- | ------- |
| Daniel Afshinnejad         | Kvar    | Kvar    | Kvar    | Kvar    | Kvar    | Kvar    | Nom.    | Vinnare |
| Karolina Rosenberg         | Kvar    | Kvar    | Kvar    | Kvar    | Kvar    | Kvar    | Nom.    | Tvåa    |
| Paulina Starborn           | Kvar    | Nom.    | Nom.    | Kvar    | Nom.    | Nom.    | Nom.    | Tvåa    |
| Tim-Joel Bergman           | Kvar    | Kvar    | Kvar    | Kvar    | Kvar    | Nom.    | Utröst. |         |
| Ellinor Friberg Svensson   | Kvar    | Kvar    | Kvar    | Nom.    | Nom.    | Utröst. |         |         |
| Jean-Pierre Marques        | Kvar    | Nom.    | Nom.    | Nom.    | Utröst. |         |         |         |
| Lorenzo Alessandro Nilsson | Kvar    | Kvar    | Kvar    | Utröst. |         |         |         |         |
| Jerry Lahjalahti           | Nom.    | Kvar    | Utröst. |         |         |         |         |         |
| Olga Isabelle Saulidotter  | Nom.    | Utröst. |         |         |         |         |         |         |
| Dezirée Revell             | Utröst. |         |         |         |         |         |         |         |

     Vinnare - Denna deltagare vann slutligen hela tävlingen.
     Tvåa - Dessa deltagare slutade på andra plats.
     Kvar - Deltagaren blev inte nominerad och fick stanna kvar i huset.
     Nom. - Deltagaren blev nominerad av föräldrarna, men inte hemskickad.
     Utröst. - Deltagaren blev nominerad av föräldrarna och vald till att lämna huset.

### Avsnitten
| Avsnitt | Sändningsdatum   | Uppdrag/arbete                         | Nominerade                        | Hemskickad                                      | Tittarsiffror |
| ------- | ---------------- | -------------------------------------- | --------------------------------- | ----------------------------------------------- | ------------- |
| 1       | 8 november 2010  | Slakteri                               | Dezirée, Jerry, Olga Isabelle     | Dezirée                                         | 1 277 000     |
| 2       | 15 november 2010 | Hotell                                 | Jean-Pierre Olga Isabelle Paulina | Olga Isabelle                                   | 1 150 000     |
| 3       | 22 november 2010 | Loppmarknad                            | Jean-Pierre Jerry Paulina         | Jerry                                           | 978 000       |
| 4       | 29 november 2010 | Mataffär                               | Ellinor Jean-Pierre Lorenzo       | Lorenzo                                         | 1 134 000     |
| 5       | 6 december 2010  | Modevisning                            | Ellinor Jean-Pierre Paulina       | Jean-Pierre                                     | 920 000       |
| 6       | 13 december 2010 | Skansenakvariet                        | Ellinor Paulina Tim-Joel          | Ellinor                                         | 867 000       |
| 7       | 20 december 2010 | Förskoleklass/ Föredrag för årskurs 6  | Daniel Karolina Paulina Tim-Joel  | Tim-Joel                                        | 853 000       |
| 8       | 21 december 2010 | Infofilm + Affisch för varsitt företag | Daniel Karolina Paulina           | Daniel (vinnare) Karolina (tvåa) Paulina (tvåa) | 863 000       |

### Reaktioner
Dagen efter det första avsnittet sändes blev det starka tittarreaktioner mot serien. I en artikel i Expressen intervjuades psykologen Lisa Ineland som var mycket kritisk till föräldrarna och varnade för att curlingbeteendet kan leda till att ungdomarna blir handikappade om de inte får möta motgångar i livet. Även författaren Katerina Janouch uttalade sig om serien och tyckte att det är ett sjukligt beteende som föräldrarna utsätter sina egna barn för. SVT meddelade i samma artikel att det inkommit både positiva och negativa kommentarer om första avsnittet, bland annat riktade vissa tittare hård kritik mot föräldrarnas curlingbeteende och ungdomarnas stil, medan andra uttryckte mycket positivt till serien. Serien togs även upp som ämne i Sveriges Televisions Debatt den 9 november, där ett antal av deltagarna och föräldrarna medverkade. Dezirée Revells mamma Elise anmälde det första avsnittet till Myndigheten för radio och tv, eftersom hon ansåg att hon framställdes på ett felaktigt sätt i programmet. Inför finalprogrammet gick flera av ungdomarna och deras föräldrar ut och kritiserade SVT för att vissa föräldrar gått ihop och bildat pakt för att deras barn skulle vinna tävlingen.

## Säsong 2
Den andra säsongen sändes på SVT1 mellan den 28 augusti och 16 oktober 2012. Doreen Månsson var programledare (och berättarröst). Till skillnad från den första säsongen skedde utröstning endast vid två tillfällen: i det fjärde och sjunde programmet, men likt den föregående säsongen var förstapriset en resa jorden runt.

### Deltagare
Följande personer deltog i serien. Namnen i liten text var ungdomarnas respektive medverkande förälder:
- Andreas Amandusson, 20 år, med mamma Karin
- Antoni Samuelsson, 23 år, med pappa Tore
- Chantale Niczko, 20 år, med mamma Janina
- David Frysztak, 20 år, med mamma Marika
- Hind Jabaly, 19 år, med mamma Bouchra
- Jennie Larsson, 21 år, med pappa Mikael
- Josefin Rydén, 18 år, med mamma Johanna
- Kilian Karlsson, 20 år, med mamma Isabelle

#### Utröstningstabell
Tabellen redovisar på vilken placering deltagarna slutade på. 
| Deltagare          | Avsnitt | Avsnitt | Avsnitt | Avsnitt | Avsnitt | Avsnitt | Avsnitt | Avsnitt |
| Deltagare          | 1       | 2       | 3       | 4       | 5       | 6       | 7       | 8       |
| ------------------ | ------- | ------- | ------- | ------- | ------- | ------- | ------- | ------- |
| Jennie Larsson     | Inne    | Inne    | Inne    | Bästa   | Inne    | Inne    | Inne    | Vinnare |
| Josefin Rydén      | Inne    | Inne    | Sämsta  | Inne    | Inne    | Inne    | Inne    | Tvåa    |
| Kilian Karlsson    | Inne    | Inne    | Bästa   | Inne    | Inne    | Inne    | Inne    | Tvåa    |
| Andreas Amandusson | Inne    | Bästa   | Inne    | Inne    | Inne    | Inne    | Sämsta  |         |
| Antoni Samuelsson  | Sämsta  | Inne    | Inne    | Inne    | Inne    | Inne    | Sämsta  |         |
| Chantale Niczko    | Inne    | Inne    | Inne    | Sämsta  | Inne    | Inne    | Sämsta  |         |
| David Frysztak     | Bästa   | Inne    | Inne    | Inne    | Sämsta  |         |         |         |
| Hind Jabaly        | Inne    | Sämsta  | Inne    | Inne    | Sämsta  |         |         |         |

     Bästa - Denna deltagare blev Veckans bästa.
     Inne - Denna deltagare fick stanna kvar i programmet.
     Sämsta - Denna/dessa deltagare blev Veckans sämsta men blev kvar i programmet.
     Sämsta - Denna/dessa deltagare blev Veckans sämsta och fick lämna programmet.
     Lämnade - Denna deltagare hoppade av tävlingen.
     Vinnare - Denna deltagare vann slutligen hela tävlingen.
     Tvåa - Dessa deltagare slutade på andra plats.

### Avsnitten
| Avsnitt | Sändningsdatum    | Uppdrag/arbete                                   | Hemskickad                                         | Tittarsiffror |
| ------- | ----------------- | ------------------------------------------------ | -------------------------------------------------- | ------------- |
| 1       | 28 augusti 2012   | Matbespisning                                    | Ingen                                              | 707 000       |
| 2       | 4 september 2012  | Städfirma                                        | Ingen                                              | 566 000       |
| 3       | 11 september 2012 | Bondgård                                         | Ingen                                              | 706 000       |
| 4       | 18 september 2012 | Rehabiliteringscenter för rygg- och nackskadade  | Ingen                                              | 641 000       |
| 5       | 25 september 2012 | Konditori (killarna mot tjejerna)                | David & Hind                                       | 647 000       |
| 6       | 2 oktober 2012    | Hajk                                             | Ingen                                              | 660 000       |
| 7       | 9 oktober 2012    | Barnkalas                                        | Andreas, Antoni & Chantale                         | 717 000       |
| 8       | 16 oktober 2012   | Kryssningsfartyg (finalisterna sökte ett arbete) | Jennie (vinnare), Josefin (tvåa), & Killian (tvåa) | 723 000       |